# Fritz Feierabend
Fritz Feierabend   (Engelberg, 29 de juny de 1908 - Stans, 25 de novembre de 1978) va ser un pilot de bobsleigh suís que va competir entre les dècades de 1930 i 1950.
Va prendre part en tres edicions dels Jocs Olímpics: el 1936 a Garmisch-Partenkirchen, el 1948 a Sankt Moritz i el 1952 a Oslo, amb un balanç de tres medalles de plata i dues de bronze guanyades en proves de bobs a dos i a quatre.
Feierabend també guanyà dotze medalles al Campionat del Món de Bobsleigh, amb sis ors (dos homes: 1947, 1950, 1955; quatre homes: 1939, 1947, 1954), tres plates (dos homes: 1949; quatre homes: 1950, 1955), i tres bronzes (dos homes: 1938, quatre homes: 1935, 1949).
Feierabend es va retirar després dels Campionats del Món de 1955 i juntament amb el seu pare es dedicà a la construcció de bobs, construint el primer bob totalment fet d'acer.